# Christoph Hardebusch
Christoph Hardebusch (* 24. September 1974 in Lüdenscheid, Nordrhein-Westfalen) ist ein deutscher Romanautor und Streamer auf Twitch (bekannt unter dem Pseudonym FranigoRolls).

## Werdegang
Zunächst studierte er Betriebswirtschaftslehre in Marburg, bevor er zu Anglistik, Germanistik und Geschichte wechselte. Nach dem Studium arbeitete er als freier Texter in der Werbung. Seit dem Erfolg seiner Reihen Die Trolle und Sturmwelten arbeitet Hardebusch als hauptberuflicher Schriftsteller. Unter anderem steuerte er einen Band zur Justifiers-Reihe bei. Mehrere seiner Romane erreichten Bestseller-Status. Alle seine Werke im Heyne-Verlag wurden in mehrere Sprachen übersetzt.
Christoph Hardebusch ist Gründungsmitglied der Phantastischen Akademie e. V., die seit 2012 den Phantastik-Literaturpreis Seraph verleiht. Er lebt und arbeitet in München.

## Veröffentlichungen

### Die Trolle
- Die Trolle. Heyne, 2006, ISBN 3-453-53237-6.
- Die Schlacht der Trolle. Heyne, 2007, ISBN 978-3-453-53270-0.
- Der Zorn der Trolle. Heyne, 2008, ISBN 978-3-453-52421-7.
- Der Krieg der Trolle. Heyne, 2012, ISBN 978-3-453-31431-3.
- Die dunkle Horde. Heyne, 2013, ISBN 978-3-453-31523-5.

### Sturmwelten
- Sturmwelten. Heyne-Verlag, 2008, ISBN 978-3-453-52385-2.
- Sturmwelten – Unter Schwarzen Segeln. Heyne, 2009, ISBN 978-3-453-52397-5.
- Sturmwelten – Jenseits der Drachenküste. Heyne, 2010, ISBN 978-3-453-52398-2.

### Einzelromane
- Die Werwölfe. Heyne, 2009, ISBN 978-3-453-53316-5.
- Justifiers – Missing in Action. Heyne, 2010, ISBN 978-3-453-52718-8.
- Smart Magic. Heyne, 2011, ISBN 978-3-453-26745-9.
- Die eiserne Krone. Wunderlich, 2015, ISBN 978-3-805-25065-8.
- Feuerstimmen. Piper, 2016, ISBN 978-3-492-70373-4.
- Schattenkaiser. Piper, 2016, ISBN 978-3-492-70371-0.
- Die Stadt der Seher. Klett-Cotta, 2021, ISBN 978-3-608-93918-7.
- Auf stürmischer See. Historischer Seefahrer-Roman, Bastei-Lübbe, Köln 2025, ISBN 978-3-404-18424-8.

### Sonstige Bücher
- Trollblut. Pegasus Press, 2008, Abenteuer-Spielebuch, ISBN 978-3-939794-09-7.

### Hörbücher
Bisher sind 4 Teile, der "Trolle" exklusiv bei audible erschienen. Es handelt sich dabei um vollständige Lesungen der deutschen Taschenbücher, welche dann bei "Die Trolle" in drei und bei "Der Zorn der Trolle" und "Die Schlacht der Trolle" in zwei Hörbücher aufgeteilt wurden.
"Der Krieg der Trolle" wurde nicht aufgeteilt. Gelesen werden die Bücher von Michael Pan.
Das Hörbuch zu Feuerstimmen ist wie der Roman selbst Teil des Cross-Media Projekts zusammen mit der A-cappella-Metalband Van Canto.
Eingebettet in die vollständige Lesung sind achtzehn von der Band vertonte Bardenlieder.
- Die Werwölfe. (gekürzt) gelesen von Simon Jäger. Der Audio Verlag, 2010, ISBN 978-3-89813-950-2.

- Die Trolle 1 gelesen von Michael Pan. Audible, 2007
- Die Trolle 2 gelesen von Michael Pan. Audible, 2007
- Die Trolle 3 gelesen von Michael Pan. Audible, 2008

- Die Schlacht der Trolle 1 gelesen von Michael Pan. Audible, 2008
- Die Schlacht der Trolle 2 gelesen von Michael Pan. Audible, 2008

- Der Zorn der Trolle 1 gelesen von Michael Pan. Audible, 2008
- Der Zorn der Trolle 2 gelesen von Michael Pan. Audible, 2009

- Der Krieg der Trolle gelesen von Michael Pan. Audible, 2012

- Feuerstimmen gelesen von Ferenc Husta. earMUSIC (Edel), 2016

- Die Stadt der Seher gelesen von Oliver Dupont. SAGA Egmont, 2021

## Pen and Paper-Runden

### Mehrteilige Pen and Paper-Runden
| Titel                      | System                                   | Edition    | Teilnehmende                                                                     | Gäste                                     | Bemerkung                                                                                       | Beleg  |
| -------------------------- | ---------------------------------------- | ---------- | -------------------------------------------------------------------------------- | ----------------------------------------- | ----------------------------------------------------------------------------------------------- | ------ |
| Berlin Noir                | Vampire: The Masquerade                  | 5. Edition | Liza Grimm, Christian Handel, Lea Kaib, I. B. Zimmermann (Kritzelpixel)          | Paul Burghardt, Megumi, James A. Sullivan | Upload auf Youtube: FranigoRolls                                                                | [ 5 ]  |
| Song of the Second Age     | The One Ring                             | 2. Edition | Paul Burghardt, Liza Grimm, Megumi, Natalja Schmidt                              | James A. Sullivan                         | Upload auf Youtube: FranigoRolls                                                                |        |
| Not All Who Wander         | The One Ring                             | 2. Edition | Anabelle Stehl, Mikkel Robrahn, Natalja Schmidt, I. B. Zimmermann (Kritzelpixel) |                                           | Upload auf Youtube: FranigoRolls                                                                |        |
| Blood of Dragons           | Blades in the Dark                       |            | Razzortainment, Vyerlu, orkenspaltertv, Snowryo                                  |                                           | Upload auf Youtube: FranigoRolls                                                                |        |
| Corsairs of the Astral Sea | Dungeons & Dragons                       | 5. Edition | Dice Raccoon, Juliana Fabula, Lea Kaib, Pete (MitVorteil), Pewy                  | BenAndPaper, Paul Burghardt               | Upload auf Youtube: FranigoRolls                                                                | [ 6 ]  |
| Hextech Havoc              | Blades in the Dark                       |            | Liza Grimm, Mikkel Robrahn, Natalja Schmidt, Anabelle Stehl                      |                                           | Upload auf Youtube: FranigoRolls                                                                | [ 7 ]  |
| Marshfield Mysteries       | Tales from the Loop & Dungeons & Dragons | 5. Edition | Paul Burghardt, Liza Grimm, Lea Kaib, Razzortainment, Natalja Schmidt,           |                                           | erste Sitzung live auf der ComicCon Stuttgart (26./27.11.22) / Upload auf Youtube: FranigoRolls | [ 8 ]  |
| Rolling Bones              | Dungeons & Dragons                       | 5. Edition |                                                                                  |                                           | Upload auf Youtube: FranigoRolls                                                                |        |
| Avatar: Verborgene Kämpfe  |                                          |            | Drachenkraut, Froschmädchen, Liza Grimm, Razzortainment                          |                                           | Upload auf Youtube: Liese Grümmel                                                               | [ 9 ]  |
| Schatten über Ketterdamm   |                                          |            | Paul Burghardt, Thomas Finn, Liza Grimm, Natalja Schmidt                         | Michelle Gyo, Justine Pust                | Upload auf Youtube: Liese Grümmel                                                               | [ 10 ] |

### Oneshot Pen and Paper-Runden
| Titel                                   | System             | Edition | Teilnehmende                                                         | Bemerkung                                                  | Beleg  |
| --------------------------------------- | ------------------ | ------- | -------------------------------------------------------------------- | ---------------------------------------------------------- | ------ |
| Fridaynight FireFight                   | Cyberpunk RED      |         | AhoiBabsi, Liza Grimm, Lucinda Flynn Razzortainment, Tom Hillenbrand | Upload auf Youtube: FranigoRolls                           |        |
| The Winchester Project                  |                    |         | Froschmädchen, Drachenkraut, MoinGoldmarie, Liza Grimm               | Upload auf Youtube: froschmaedchen                         | [ 11 ] |
| Schwarze Weihnacht                      |                    |         | Froschmädchen, Drachenkraut, MoinGoldmarie, Liza Grimm               | Upload auf Youtube: froschmaedchen                         | [ 12 ] |
| Mitten ins Herz                         |                    |         | Froschmädchen, Drachenkraut, MoinGoldmarie, Liza Grimm               | Bisher nur als Twitch-VOD verfügbar                        | [ 13 ] |
| Blut + Gold – Das Piraten-Pen and Paper |                    |         | AhoiBabsi, Razzortainment, FiNessi, Findelfuchs                      |                                                            | [ 14 ] |
| Die Bibliothek aus Obsidian             | Die Schwarze Katze |         | Anabelle Stehl, Mikkel Robrahn, Liza Grimm und Markus Heitz          | Moderation: Natalja Schmidt, Live auf der LBM (28.04.2023) | [ 15 ] |

## Auszeichnungen
Deutscher Phantastik Preis:
- 2007: Bestes deutschsprachiges Romandebüt für Die Trolle